# Площадь Ленина (Архангельск)
Пло́щадь Ле́нина — центральная и крупнейшая площадь Архангельска. Расположена вдоль Троицкого проспекта, между улицами Воскресенская (делит площадь на две части), Свободы и Карла Либкнехта. От площади есть выходы к Петровскому парку и проспекту Чумбарова-Лучинского (Чумбаровке). Образована в 1973 году на месте снесённых в ходе реконструкции старых зданий.

## История
Место в районе пересечения Воскресенской улицы и Троицкого проспекта Архангельска исторически являлось центральным. Здесь в дореволюционные времена располагались такие важные и крупные архитектурные объекты, как Воскресенская церковь, губернаторский дом, здание городской Думы. Здания были разрушены или перестроены в 1930-е. На их месте выросли новые строения, в основном деревянные. В 1963 году было принято решение о строительстве центральной площади в Архангельске. В связи с этим большинство старых строений было снесено, не пощадили и монументальное здание Госбанка СССР, располагавшееся на улице Свободы. На освобождённом месте размером 200 на 300 метров было решено разместить главную площадь Архангельска. Госстрой СССР объявил Всесоюзный конкурс, в котором победил коллектив из Москвы.
Работы по образованию площади были окончены в 1973 году. Планировка и обрамление площади в центре города получили высокую оценку со стороны Союза архитекторов СССР. Её создатели — архитекторы М. П. Бубнов, В. М. Кибирев, Г. Ф. Кузнецов, И. В. Семейкин, Е. Л. Иохелес, художник А. В. Васнецов и др. удостоены диплома первой степени и медали Союза архитекторов. Площадь, которой с момента создания было присвоено имя Владимира Ильича Ленина, со всех сторон была обрамлена административными зданиями. В новых зданиях разместились Архангельский областной комитет КПСС, Архангельский областной Совет народных депутатов, областной и городской исполкомы, Архангельский городской комитет КПСС. Архитектурной доминантой площади стало построенное за два года, с 1975 по 1977, 24-этажное здание проектных организаций высотой более 100 метров (с антенной). Совет Министров СССР запретил строить административные здания подобных размеров, но архитекторы пошли на хитрость, назвав архангельскую высотку (теперь один из символов города) «зданием проектных организаций». Благодаря этому здание удалось построить до проектной высоты, невзирая на запреты вышестоящих инстанций.
Кроме того, на площади находятся жилые многоэтажные дома (площадь Ленина, дома 2 и 3) с музеями и Домом книги на первых этажах.
В центре площади, перед зданием областного комитета КПСС, был установлен необычный с архитектурной точки зрения фонтан. Со стороны он был похож на якорь, а сверху — на компас. Напротив фонтана через Троицкий проспект расположен Обелиск Севера.
В 1988 году перед зданием Архангельского областного комитета КПСС установлен памятник Ленину — последний монумент Ленину, сделанный в СССР. Этот монумент, выполненный в гипсе, стоял за президиумом XXVII съезда КПСС. Архангельскому секретарю обкома КПСС Петру Максимовичу Телепнёву памятник понравился, он попросил сделать монумент по этому образцу для Архангельска. Автором памятника являлся известный скульптор Лев Кербель, автор памятников Ленину по всему Советскому Союзу. Памятник открыт 10 августа 1988 года, он выполнен из бронзы, установлен на гранитном постаменте, на котором скопирована подпись Ленина, спиной к областному комитету КПСС, лицом — к городскому. Фонтан, находившийся на месте установки памятника, перенесён к Архангельскому театру драмы им. М. В. Ломоносова, а затем к Морскому-речному вокзалу; в свою очередь, бронзовый памятник Ленину, находившийся перед театром драмы, был передан городу Онеге, а затем (в 1997 году) Вельску.

## Здания, сооружения и памятники
- Памятник Ленину
- Обелиск Севера у здания Правительства Архангельской области
- Архангельское областное Собрание депутатов — пл. Ленина, 1
- Музейное объединение «Художественная культура Русского Севера» (ранее Архангельский музей изобразительного искусства) и Архангельский областной краеведческий музей — пл. Ленина, 2
- Дом книги — пл. Ленина, 3
- Здание проектных организаций (высотка) — пл. Ленина, 4
- Мэрия города Архангельска — пл. Ленина, 5
- Правительство Архангельской области — Троицкий просп., 49
- Главпочтамт — Троицкий просп., 45
- Знак «Нулевой километр» у здания Главпочтамта
- Магазин «Детский мир», затем (примерно с 2024 г.) здание музыкальной школы — Троицкий просп., 47
- Петровский парк
- Доска почёта (колоннада) с указом о присвоении Архангельску звания города воинской славы.

## Интересные факты
- Площадь Ленина является местом проведения митингов различных политических сил, а также местом народного волеизъявления горожан[5][6][7][8].

## Галерея

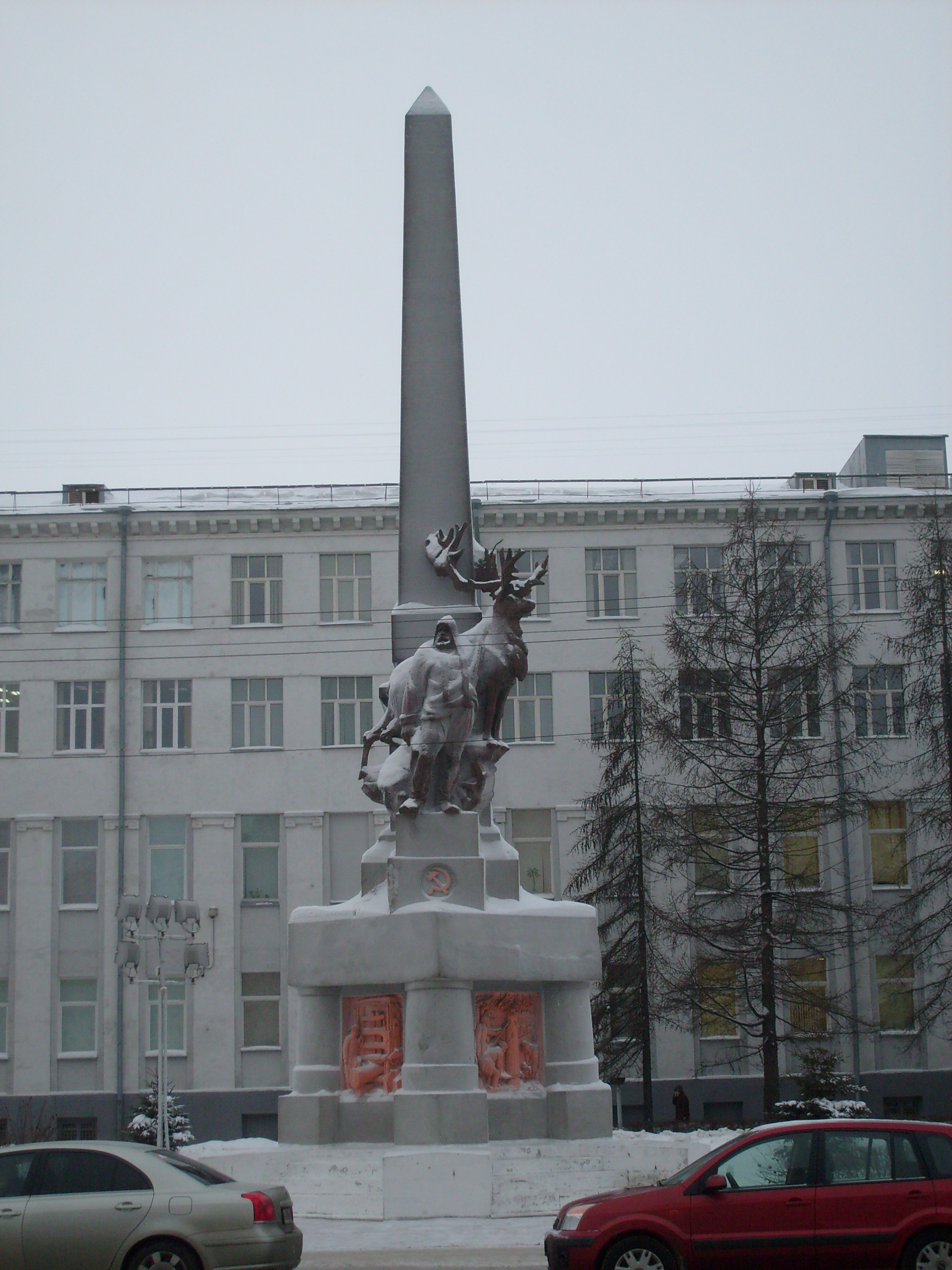
Обелиск Севера
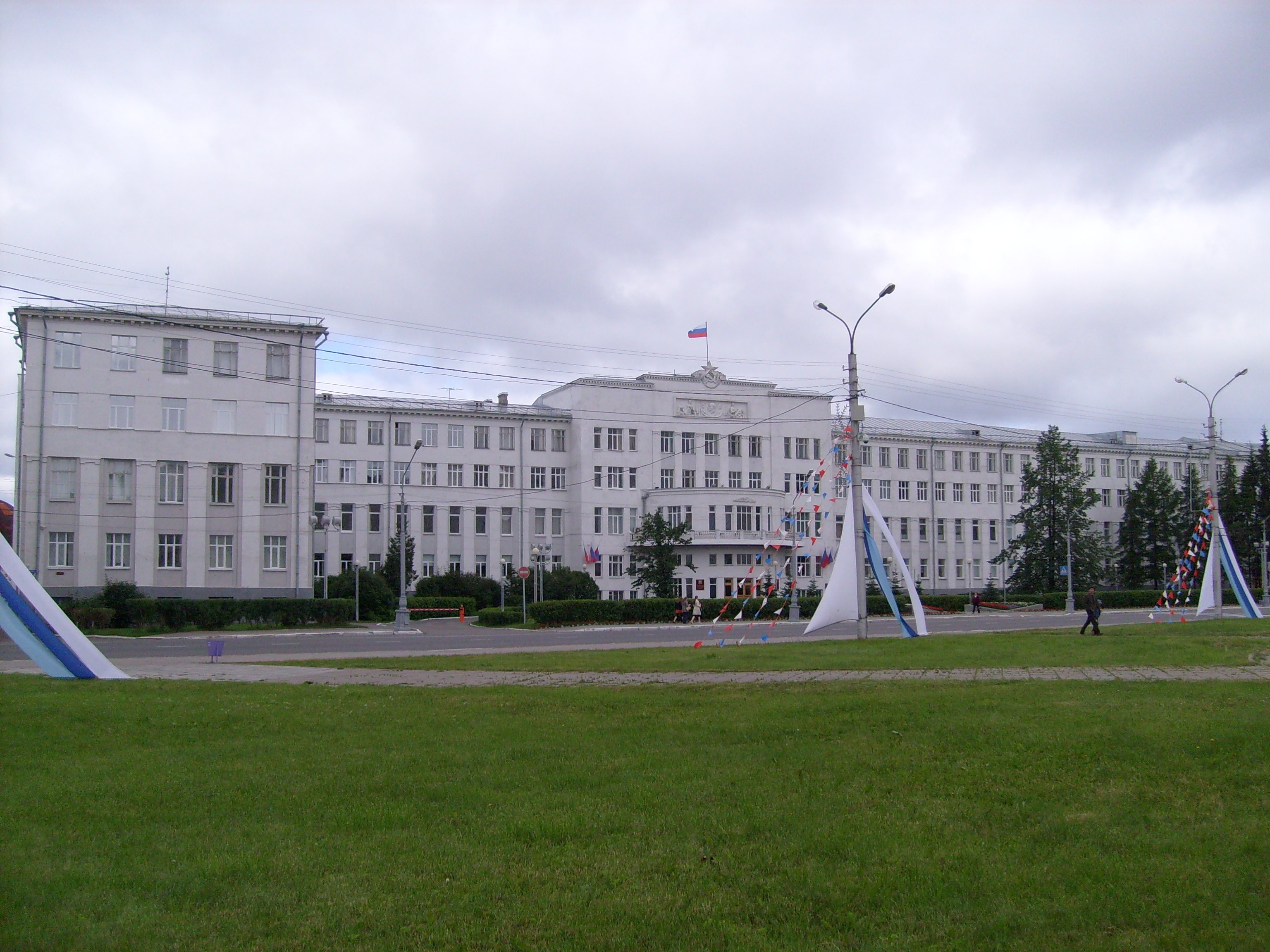
Здание Правительства Архангельской области
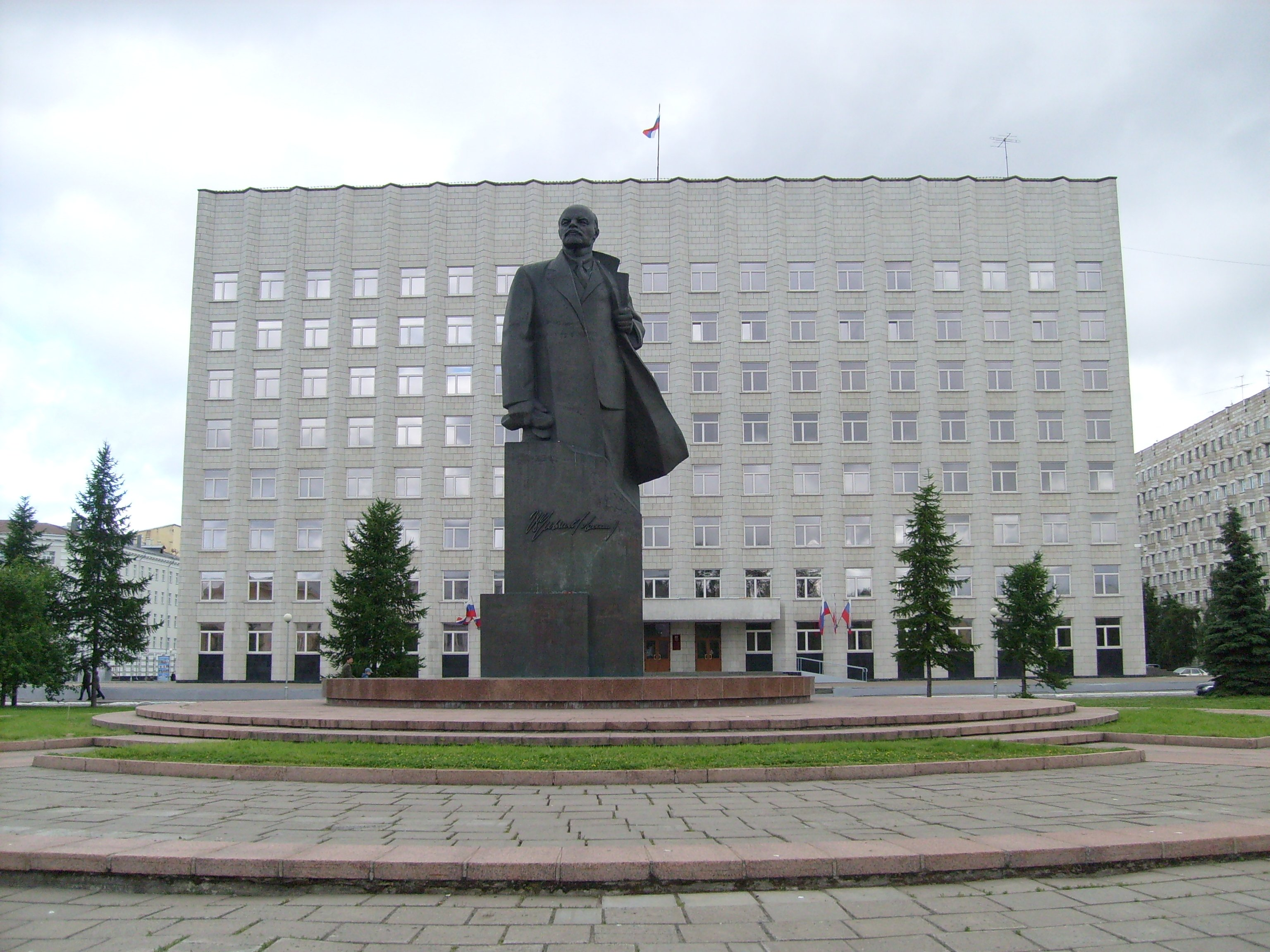
Здание Архангельского областного Собрания депутатов
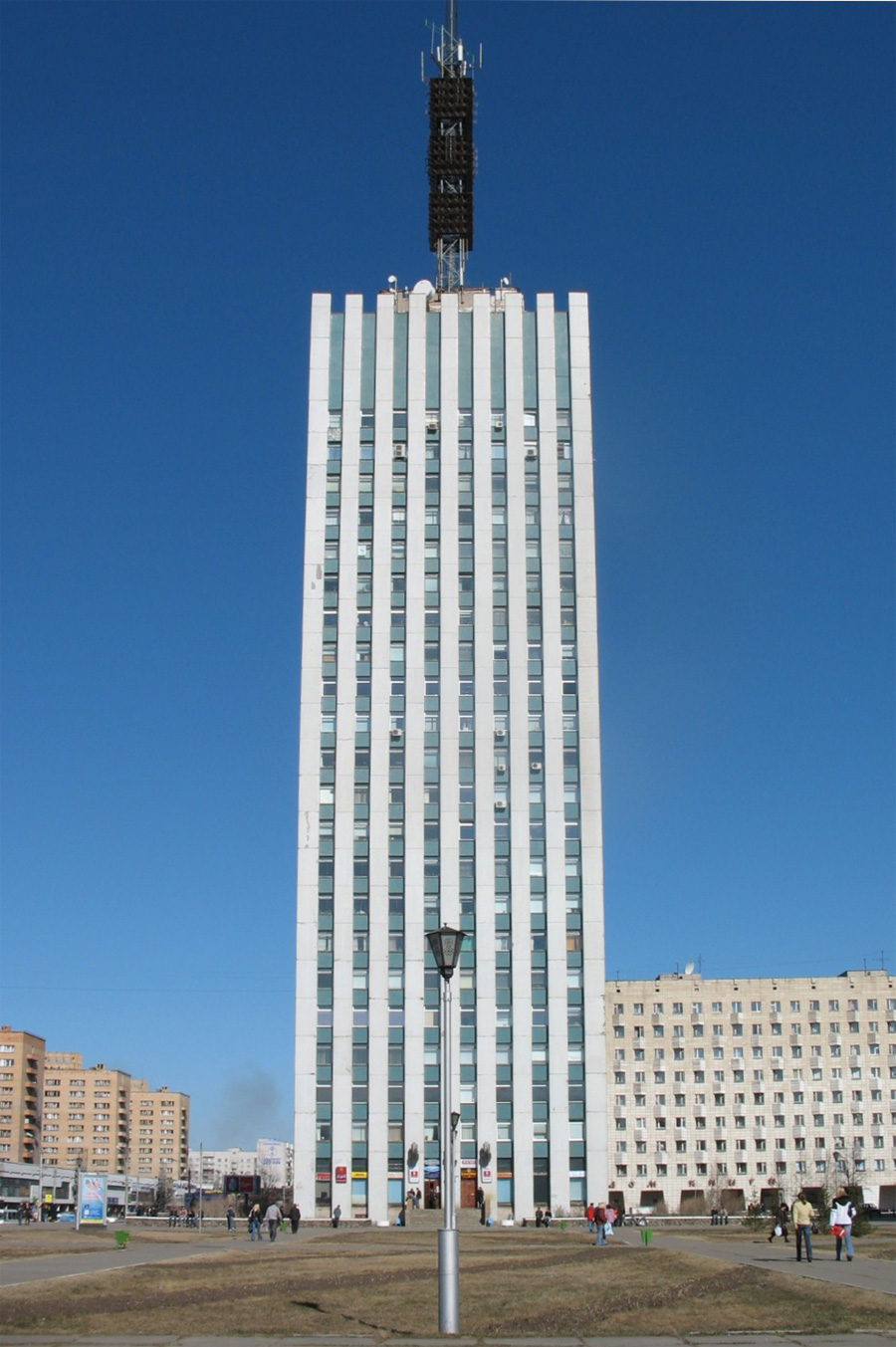
Здание проектных организаций